# Kádárův znak

Kádárův znak (Kádár-címer)

Kádárův znak, maďarsky Kádár-címer, je označení pro státní znak Maďarské lidové republiky platný v letech 1957–1989. Znak je pojmenovaný podle Jánose Kádára, generálního tajemníka MSZMP a největšího komunistického funkcionáře této doby, která se často nazývá Kádárova éra.

## Historie

Maďarská vlajka se stáním znakem (1957–1989)

S příchodem normalizace po potlačeném Maďarském povstání bylo jasné, že tradiční Kossuthův znak, kterým se během povstání nahradil komunistický Rákosiho znak, nemůže být nadále používán jako znak socialistického státu. Proto byl v roce 1957 zákonem (1957. évi II. törvény 3. §) přijat nový státní znak, opět vytvořený dle sovětského vzoru. Lidově se mu začalo říkat Kádár-címer (Kádárův znak). Na rozdíl od Rákosiho znaku však tento znak již nebyl oficiální součástí státní vlajky. I když se vlajky se znakem objevovaly, používaly se jen ojediněle.
Po pádu komunismu a vyhlášení demokratické Maďarské republiky v roce 1989 byl tento znak nahrazen současným státním znakem, který symbolizuje tradici maďarského státu a jeho historii.

## Popis
Státní znak měl štít byl dělený na tři vodorovné pruhy s barvami státní vlajky. Nad štítem byla rudá pěticípá zlatě lemovaná hvězda, z níž vycházely za štít zlaté paprsky. Kolem byly zlaté obilné klasy ovinuté z levé strany stuhou v národních barvách a z pravé strany rudou stuhou. Znak symbolizoval spojení pracujících měst a venkova.

### Oficiální popis
Oficiální popis státního znaku na základě ústavního zákona MLR z roku 1957:
| „ | A Magyar Népköztársaság címere: kétoldalt búzakoszorúval egybefogott, világoskék mezőben álló, ívelt oldalú piros-fehér-zöld színű pajzs. A búzakoszorút balról piros-fehér-zöld, jobbról vörös színű szalag fonja át. A pajzs fölött középen elhelyezett ötágú vörös csillag aranyszínű sugarakat bocsát a mezőre. | “ |